# مشت بازی (فیلم)
مشت بازی (انگلیسی: Shadowboxer) یک فیلم آمریکایی در ژانر اکشن و جنایی محصول سال ۲۰۰۵ به کارگردانی لی دنیلز  با بازی کوبا گودینگ جونیور، هلن میرن و مونیک است. این فیلم در شش شهر: منهتن، لس آنجلس، واشینگتن، دی.سی.، بالتیمور، فیلادلفیا و ریچموند، ویرجینیا با اکران محدودی روبرو شد.

## داستان
میکی و نامادری او رز قاتلان قراردادی هستند. این دو با وجود این که رز از سرطان رنج می‌برد همچنان به کار خود (آدمکشی) ادامه می‌دهند.
رئیس جرائم سازمان‌یافته کلینتون گمان می‌کند که همسر باردار ویکی ممکن است خائن باشد. بنابراین او میکی و رز را استخدام می‌کند تا او را بکشند. به محض ورود به عمارت کلایتون رز وارد اتاق خواب ویکی می‌شود. اما در آن لحظه ویکی در حال زایمان بود...

## بازیگران
- کوبا گودینگ جونیور در نقش میکی
- هلن میرن در نقش رز
- ونسا فرلیتو در نقش ویکی
- استیون درف در نقش کلیتون میفیلد
- میسی گری به عنوان نیوشا
- جوزف گوردون لویت در نقش دکتر دان
- مونیک [۳]